# Ommatius ornatipes
Ommatius ornatipes là một loài ruồi trong họ Asilidae. Ommatius ornatipes được Becker miêu tả năm 1926. Loài này phân bố ở miền Australasia.